# Mumamba Numba
Mumamba Numba (né le 21 mars 1978) est un footballeur international zambien.

## Carrière

### En club
Mumamba Numba commence sa carrière aux Konkola Blades. Il fait ses débuts en championnat de Zambie en 1997. Il remporte la Coupe de Zambie l'année suivante, avant d'être transféré en 2000 au Zanaco. Il aide son nouveau club à réaliser le doublé coupe-championnat en 2002, avant d'enchaîner avec trois championnats en 2003, 2005 et 2006.

### En équipe nationale
Il connaît sa première sélection en équipe de Zambie en 1998. Il participe ensuite à quatre Coupes d'Afrique des nations, en 1998, 2000, 2002 et 2006.

## Palmarès
- Konkola Blades :
  - Vainqueur de la Coupe de Zambie en 1998.

- ZANACO :
  - Vainqueur du championnat de Zambie en 2002, 2003, 2005 et 2006.
  - Vainqueur de la Coupe de Zambie en 2002.